# Elise Van Sas
Elise Van Sas, född 1 augusti 1997 i Turnhout i Belgien, är en volleybollspelare (passare).
Van Sas har spelat för Asterix Kieldrecht (2013–2015), Hermes Volley Oostende (2015–2016) och VC Oudegem (2016–), som alla spelar i belgiska ligan. Hon debuterade i seniorlandslaget 2018 och varit en del av truppen vid VM 2022 samt vid EM 2019, 2021 och 2023.